# Araceli Lemos
Araceli Lemos (grec moderne : Αρασέλη Λαιμού / Araséli Lemoú) est une monteuse et réalisatrice grecque née à Athènes.

## Biographie
Parallèlement à son travail de monteuse, à partir de 2010, Araceli Lemos réalise des courts métrages.
Son premier long métrage, Holy Emy, obtient une mention spéciale (« Meilleur premier film » de la compétition « Cinéastes du présent ») au festival de Locarno en 2021.

## Filmographie

### Réalisation

#### Courts métrages
- 2010 : Debbie and Janice as the Maids
- 2012 : Miguel Alvarez Lleva Peluca
- 2020 : Stefanos Rokos : Nick Cave and The Bad Seeds’ No More Shall We Part, 14 paintings 17 years later (coréalisatrice : Rinio Dragasaki)

#### Long métrage
- 2021 : Holy Emy